# La Chapelle-de-Bragny
La Chapelle-de-Bragny är en kommun i departementet Saône-et-Loire i regionen Bourgogne-Franche-Comté i östra Frankrike. Kommunen ligger i kantonen Sennecey-le-Grand som tillhör arrondissementet Chalon-sur-Saône. År 2022 hade La Chapelle-de-Bragny 240 invånare.

## Befolkningsutveckling
Antalet invånare i kommunen La Chapelle-de-Bragny
| Referens: INSEE |